# بالینسیاگا
بالینسیاگا (به انگلیسی: Balenciaga) شرکت کالای لوکس و طراح مد است که در سال ۱۹۱۹ توسط طراح اسپانیایی؛ کریستوبال بالینسیاگا در شهر سن سباستین، اسپانیا تأسیس شد و هم‌اکنون در پاریس مستقر است. کریستوبال بالنسیاگا از این جهت مشهور بود که به‌عنوان یک طراح اوت کوتور حاضر نبود از استانداردهای موردنظر خود نزول کند و کریستیان دیور او را «استاد همهٔ ما» نامیده است. دامن‌های حبابی و سایه‌نماهای عجیب، زنانه و در عین حال «مدرنیستی» بالنسیاگا تبدیل به نشان خاص این خانهٔ مد شده‌است. بالنسیاگا در سال ۱۹۷۲ تعطیل شد و در سال ۱۹۸۶ با مالکیت جدید مجدداً افتتاح گردید. این برند در حال حاضر متعلق به گروه فرانسوی کرینگ است.

## تاریخچه
کریستوبال بالنسیاگا اولین بوتیک خود را در سال ۱۹۱۹ در شهر سن‌سباستین اسپانیا باز کرد و پس از آن در شهرهای مادرید و بارسلون شعبه زد. خانوادهٔ سلطنتی و آریستوکرات‌های اسپانیا لباس‌های طراحی‌شده توسط بالنسیاگا را می‌پوشیدند. با وقوع جنگ داخلی اسپانیا، بالنسیاگا مجبور شد بوتیک‌های خود را تعطیل و به پاریس نقل مکان کند.
در اوت ۱۹۳۷، بالنسیاگا خانهٔ طراحی مد خود را در خیابان ژرژ پنجم پاریس افتتاح کرد. اولین فشن‌شوی او شامل لباس‌هایی بود که طراحی آنها به شدت تحت تاثیر رنسانس اسپانیا قرار داشت. بالنسیاگا فوراً به موفقیت رسید و طی دو سال، نشریات مختلف او را به عنوان یک انقلابی ستایش کردند و طراحی‌های او بسیار محبوب شد. کارمل اسنو، سردبیر هارپرز بازار، یکی از اولین مدافعان و مشوقان او بود.
طی جنگ جهانی دوم، مشتریان بالنسیاگا خطر می‌کردند و به اروپا می‌آمدند تا لباس‌های او را ببینند. او در این دوره با طراحی «کُت مربع» و استفاده از تور سیاه یا قهوه‌ای روی پارچهٔ صورتی روشن مورد توجه قرار گرفت. تاریخ‌نگاران معتقدند که ادامهٔ فعالیت بالنسیاگا در دوران اشغال پاریس به دست آلمان نازی، به خاطر ارتباط بالنسیاگا با متحد نزدیک آدولف هیتلر یعنی ژنرال فرانسیسکو فرانکو بوده است. بالنسیاگا یکی از ۶۰ شرکتی بود که اجازه یافت حین اشغال پاریس به فعالیت خود ادامه بدهد و تامین مداوم مواد خام از اسپانیا، که به خاطر جنگ در پاریس بسیار کمیاب شده بود، به بالنسیاگا مزیت رقابتی می‌داد. بالنسیاگا بعدها گفت که حاضر نشده درخواست هیتلر برای انتقال فعالیت‌های شرکتش به برلین را بپذیرد.
در سال‌های پس از جنگ جهانی دوم، خلاقیت بالنسیاگا بیش از پیش نمودار شد. او در طراحی‌هایش خطوط را کشیده‌تر و شفاف‌تر کرد و از شکل ساعت‌شنی که با طراحی‌های کریستیان دیور محبوب شده بود فاصله گرفت. سیال بودن سایه‌نماها در کار او، باعث می‌شد بتواند در ارتباط میان لباس و بدن زن دست ببرد و آن را تغییر بدهد. در سال ۱۹۵۱، بالنسیاگا دست به تغییر سایه‌نمای لباس‌ها زد: شانه‌های لباس را پهن و کمر را حذف کرد. در ۱۹۵۵، بالنسیاگا پیراهن تونیک را طراحی کرد که چند سال بعد در ۱۹۵۸ به پیراهن شومیز تبدیل شد. دیگر نوآوری‌های اثرگذار او در دوران پس از جنگ عبارت بود از طراحی کت بادکنکی مدور (۱۹۵۳)، پیراهن عروسکی کمربالا (۱۹۵۷)، کت پیله‌ای (۱۹۵۷)، دامن بادکنکی (۱۹۵۷) و پیراهن سَک (۱۹۵۷). در ۱۹۵۹، کار بالنسیاگا با لاین امپایر که شامل پیراهن‌های کمربالا و کت‌های شبیه به کیمونو بود به اوج رسید. دستکاری او در جای قرارگرفتن کمر پیراهن و به تبع آن، ایجاد یک سایه‌نمای جدید برای زنان را یکی از  مهم‌ترین اثرگذاری‌های بالنسیاگا در دنیای مد تلقی می‌کنند.
در دههٔ ۱۹۶۰، بالنسیاگا در زمینهٔ پارچه دست به نوآوری زد. او به استفاده از پارچه‌های سنگین، گلدوزی‌های ظریف و مواد برجسته گرایش داشت. یکی از نشانه‌های منحصربه‌فرد طراحی او، یقه‌ای بود که از استخوان ترقوه فاصله می‌گرفت تا شکلی قو مانند را القا کند و همچنین آستین‌های کوتاه «دستبندی». نوآوری‌های چشمگیر و مجسمه‌مانند او (از جمله پیراهن قیفی‌شکل با ساتن ضخیم دوشس که مورد اقبال مشتریانی مانند پاولین دو روتشیلد، ماریلا آجنلی، مونا فون بیسمارک و غیره قرار گرفت) شاهکار اوت کوتور در دههٔ ۱۹۵۰ و ۱۹۶۰ محسوب می‌شد. در سال ۱۹۶۰، بالنسیاگا لباس عروسی ملکه فابیولای بلژیک را طراحی کرد که از ساتن دوشس عاجی دوخته شده بود و لبهٔ یقهٔ آن خز سفید سمور داشت. معروف است که جکی کندی با خرید لباس‌های گران از بالنسیاگا، شوهرش جان اف. کندی را ناراحت کرده بود چون کندی می‌ترسید که مردم آمریکا گمان کنند چنین خریدی بیش از حد تجملی است. در نهایت صورتحساب خریدهای جکی کندی را پدرشوهر او جوزف کندی مخفیانه پرداخت کرد.
کریستول بالنسیاگا خانهٔ مدش را در سال ۱۹۶۸ تعطیل کرد و در ۱۹۷۲ درگذشت. خانهٔ مد او تا سال ۱۹۸۶ فعالیتی نداشت.

### شاگردها
چندین نفر از طراحانی که برای بالنسیاگا کار می‌کردند بعدها خانهٔ مد خود را باز کردند و به موفقیت رسیدند از جمله اسکار دلا رنتا (۱۹۴۹)، آندره کورژ (۱۹۵۰)، امانوئل اونگارو (۱۹۵۸) و اوبر دو ژیوانشی.

## بازگشایی
در سال ۱۹۸۶، شرکت ژاک بوگارت حقوق متعلق به برند بالنسیاگا را خرید و یک سری پوشاک آماده به نام «لو دی» ارائه کرد. اولین کلکسیون توسط میشل گوما در اکتبر ۱۹۸۷ طراحی شد و گوما ۵ سال دیگر در بالنسیاگا به طراحی پرداخت. در ۱۹۹۲ او جای خود را به طراح هلندی، جوزفوس تیمیستر، داد و تیمیستر تلاش کرد بالنسیاگا را دوباره به عنوان یک طراح مد لوکس مطرح کند. در دوران تیمیستر، نیکولا گسکیه بعضاً به عنوان طراح با آنها همکاری می‌کرد و در نهایت در سال ۱۹۹۷ به عنوان طراح اصلی بالنسیاگا منصوب شد. گسکیه مانند کریستوبال بالینسیاگا یک طراح خودآموخته است که زیرنظر ژان پل گوتیه و اگنس بی کار کرده است. برداشت تازه و نو از طراحی‌های کلاسیک بالنسیاگا از جمله کت نیم‌فیت و پیراهن سَک، توجه رسانه‌ها و چهره‌هایی مانند مدونا و شینید اوکانر را به خود جلب کرد.
در نوامبر ۲۰۱۲، بالنسیاگا اعلام کرد که گسکیه پس از ۱۵ سال از سمت طراح این برند کناره‌گیری کرده و الکساندر وانگ جای او را گرفت. وانگ اولین کلکسیون خود را در فوریه ۲۰۱۳ در هفته مد پاریس نمایش داد. در ژوئیه ۲۰۱۵ اعلام شد که همکاری وانگ با بالنسیاگا پس از سه سال خاتمه یافته است. در اوایل اکتبر ۲۰۱۵، دمنا گواسالیا به عنوان طراح برند منصوب شد.
بالنسیاگا در حال حاضر به عنوان یک برند آوانگارد شناخته می‌شود. لباس‌های قدیمی بالنسیاگا همچنان در میان چهره‌های سرشناس جهان طرفدار دارد.